# Specie di Chondrichthyes

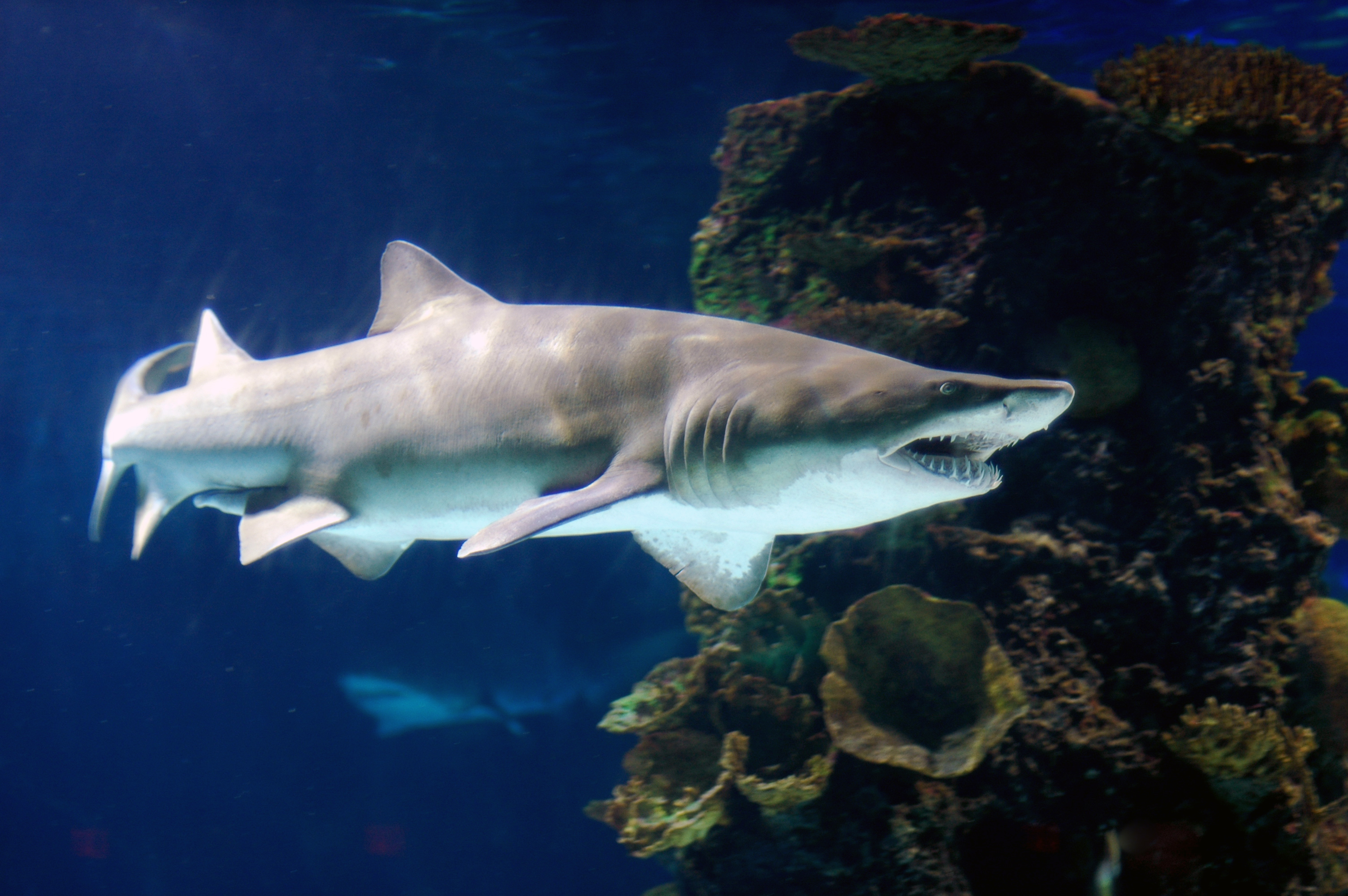
Carcharias taurus

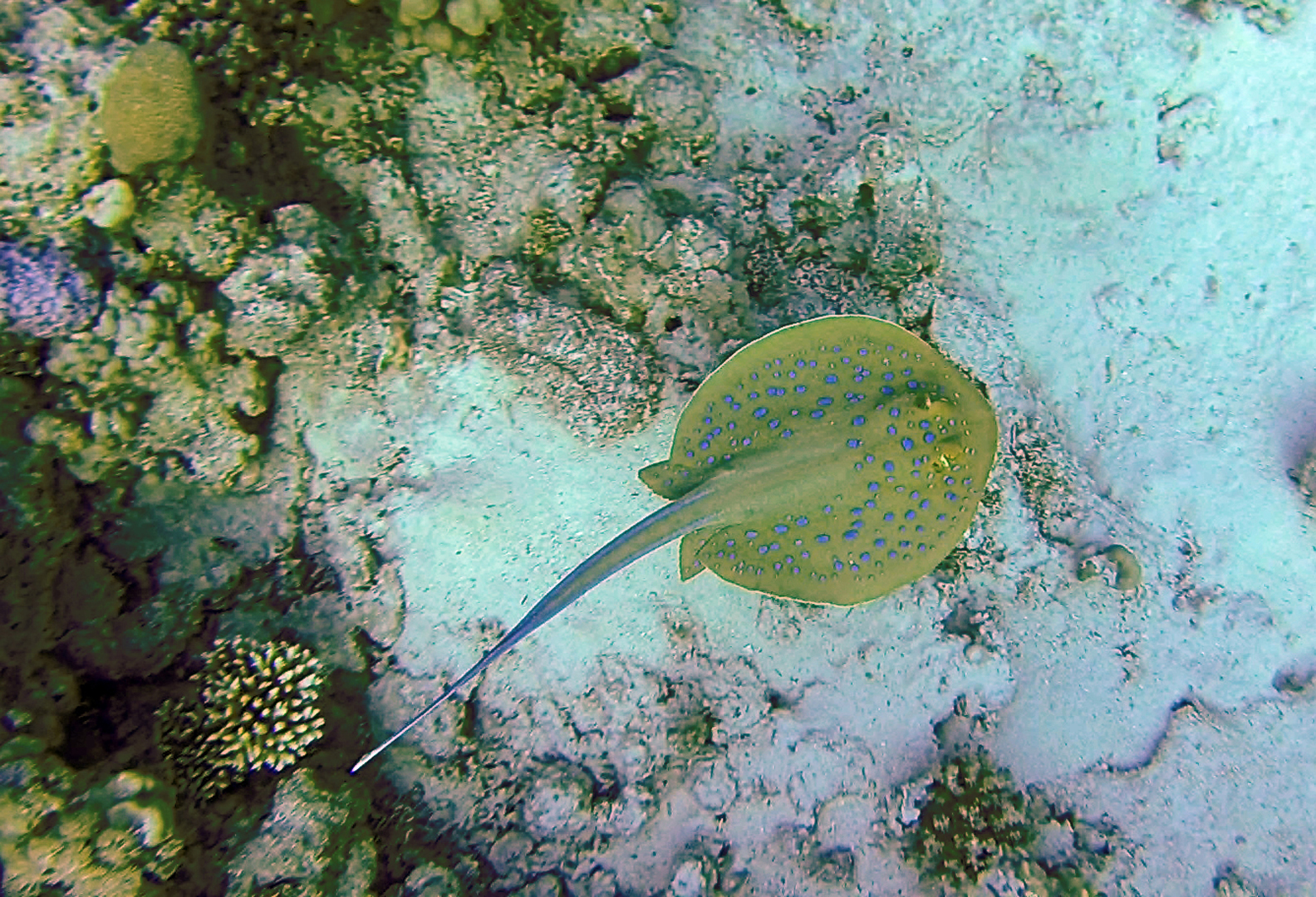
Taeniura lymma

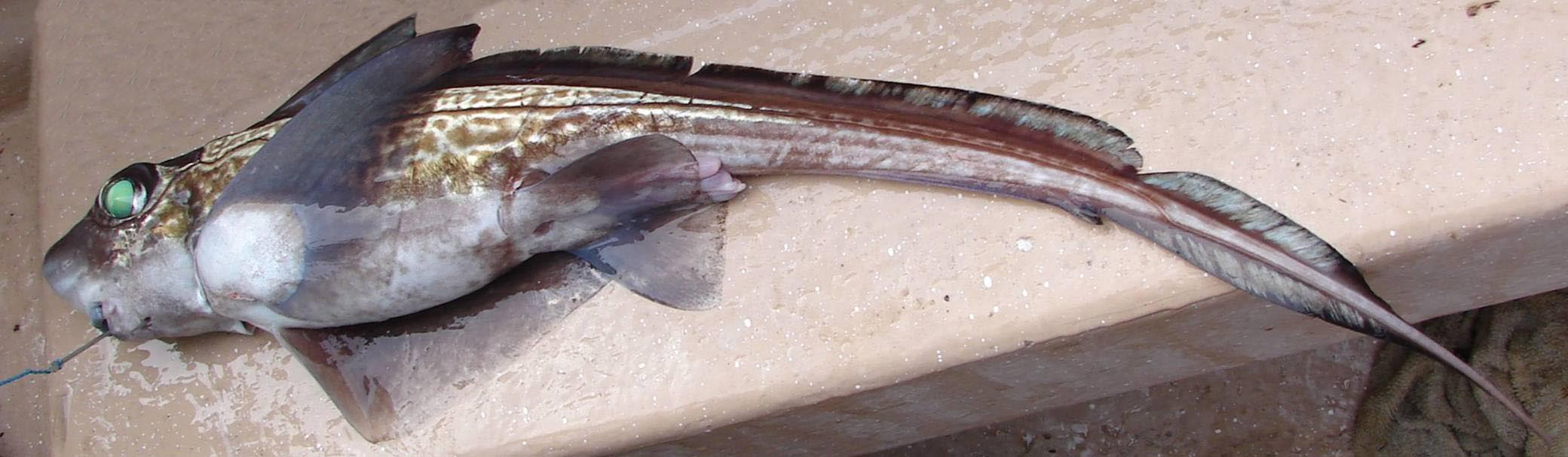
Chimaera monstrosa

Gli squali, come siamo abituati a conoscerli, appartengono al superordine dei Selachimorpha, sottoclasse degli Elasmobranchii e classe dei Chondrichthyes. Sono dei pesci con uno scheletro costituito di cartilagine, per questo sono anche detti pesci cartilaginei. In realtà però gli squali non sono solo quelli che immaginiamo con il corpo affusolato, e la pinna dorsale che fende le onde, in quanto gli Elasmobranchii includono anche le razze e i Chondrichthyes includono anche le chimere. Gli studiosi hanno dimostrato che gli squali del superordine Selachimorpha formano un gruppo polifiletico: in particolare, alcuni squali sono geneticamente più strettamente imparentati con le razze che con altre specie di squali fenotipicamente più simili. I primi squali comparvero negli oceani circa 350 - 400 milioni di anni fa. La maggior parte delle specie che oggi conosciamo hanno antenati che risalgono all'era giurassica.
Vengono elencate di seguito le specie di tutti gli squali viventi in ordine tassonomico. Si stima che esistano approssimativamente tra le 923 e 1117 specie di squali viventi, suddivise in 171 generi e 55 famiglie (dati aggiornati al 22 gennaio 1995). Gli squali selachimorpha sono suddivisi in otto ordini, gli squali batoidea sono suddivisi in tre ordini, che sono riportati in ordine evolutivo (dal più antico al più moderno), mentre le famiglie e i generi all'interno degli ordini sono elencati in ordine alfabetico.

## Inquadramento tassonomico
```
Chondrichthyes

     │
     ├o 
Elasmobranchii

     │        │ 
     │        └─o 
Neoselachii

     │                │
     │                ├o 
Batoidea

     │                │     │
     │                │     ├───o 
Pristiformes

     │                │     │ 
     │                │     ├───o 
Rajiformes

     │                │     │ 
     │                │     └───o 
Torpediniformes

     │                │
     │                └o 
Selachii

     │                      │
     │                      ├o 
Galeomorphi

     │                      │      │
     │                      │      ├o 
Carcharhiniformes

     │                      │      │
     │                      │      ├o 
Heterodontiformes

     │                      │      │
     │                      │      ├o 
Lamniformes

     │                      │      │
     │                      │      └o 
Orectolobiformes

     │                      │
     │                      └o 
Squalomorphi

     │                             │
     │                             ├o 
Hexanchiformes

     │                             │
     │                             ├o 
Pristiophoriformes

     │                             │
     │                             ├o 
Squaliformes

     │                             │
     │                             └o 
Squatiniformes

     │
     └o 
Holocephali

            │
            └────o 
Chimaeriformes
```

## Lista tassonomica Selachii
- ORDINE Hexanchiformes ▲
  - Famiglia Chlamydoselachidae
    - Genere Chlamydoselachus
      - Chlamydoselachus anguineus (Garman, 1884)
      - Chlamydoselachus africana (Ebert & Compagno, 2009)

  - Famiglia Hexanchidae
    - Genere Hexanchus
      - Hexanchus griseus (Bonnaterre, 1788)
      - Hexanchus nakamurai Teng, 1962

    - Genere Heptranchias
      - Heptranchias perlo (Bonnaterre, 1788)

    - Genere Notorynchus
      - Notorynchus cepedianus Poey, 1861
- ORDINE Squaliformes ▲
  - Famiglia Centrophoridae
    - Genere Centrophorus
      - Centrophorus granulosus (Bloch & Schneider, 1801)
      - Centrophorus squamosus (Bonnaterre, 1788)
      - Centrophorus uyato (Rafinesque, 1810)
      - Centrophorus moluccensis Bleeker, 1860
      - Centrophorus lusitanicus Barbosa du Bocage & Brito Capello, 1864
      - Centrophorus tessellatus Garman, 1906
      - Centrophorus atromarginatus Garman, 1906
      - Centrophorus harrissoni McCulloch, 1915
      - Centrophorus isodon (Chu, Meng e Liu, 1981)
      - Centrophorus seychellorum Baranes, 2003
      - Centrophorus westraliensis White, Ebert & Compagno, 2008
      - Centrophorus zeehaani White, Ebert & Compagno, 2008

    - Genere Deania
      - Deania calcea (Lowe, 1839)
      - Deania hystricosa (Garman, 1906)
      - Deania profundorum (Smith e Radcliffe, 1912)
      - Deania quadrispinosa (McCulloch, 1915)

  - Famiglia Dalatiidae
    - Genere Dalatias
      - Dalatias licha (Bonnaterre, 1788)

    - Genere Euprotomicrus
      - Euprotomicrus bispinatus Quoy e Gaimard, 1824

    - Genere Isistius
      - Isistius brasiliensis Quoy e Gaimard, 1824
      - Isistius plutodus (Garrick e Springer, 1964))

    - Genere Squaliolus
      - Squaliolus laticaudus (Smith e Radcliffe, 1912)
      - Squaliolus aliae (Teng, 1959)

    - Genere Heteroscymnoides
      - Heteroscymnoides marleyi Fowler, 1934

    - Genere Euprotomicroides
      - Euprotomicroides zantedeschia Hulley e Penrith, 1966

    - Genere Mollisquama
      - Mollisquama parini Dolganov, 1984

  - Famiglia Echinorhinidae
    - Genere Echinorhinus
      - Echinorhinus brucus (Bonnaterre, 1788)
      - Echinorhinus cookei Pietschmann, 1928

  - Famiglia Etmopteridae
    - Genere Etmopterus
      - Etmopterus spinax (Linnaeus, 1758)
      - Etmopterus pusillus (Lowe, 1839)
      - Etmopterus hillianus (Poey, 1861)
      - Etmopterus granulosus (Günther, 1880)
      - Etmopterus lucifer (Jordan e Snyder, 1902)
      - Etmopterus princeps (Collett, 1904)
      - Etmopterus villosus (Gilbert, 1905)
      - Etmopterus brachyurus Smith & Radcliffe, 1912
      - Etmopterus unicolor (Engelhardt, 1912)
      - Etmopterus molleri (Whitley, 1939)
      - Etmopterus polli (Bigelow, Schroeder e Springer, 1953)
      - Etmopterus schultzi (Bigelow, Schroeder e Springer, 1953)
      - Etmopterus virens  (Bigelow, Schroeder e Springer, 1953
      - Etmopterus baxteri (Garrick, 1957)
      - Etmopterus bullisi (Bigelow e Schroeder, 1957)
      - Etmopterus decacuspidatus (Chan, 1966)
      - Etmopterus gracilispinis (Krefft, 1968)
      - Etmopterus sentosus (Bass, D'Aubrey e Kistnasamy, 1976)
      - Etmopterus carteri (Springer e Burgess, 1985)
      - Etmopterus perryi (Springer e Burgess, 1985)
      - Etmopterus tasmaniensis Myagkov e Pavlov, 1986
      - Etmopterus splendidus Yano, 1988
      - Etmopterus compagnoi Fricke & Koch, 1990
      - Etmopterus litvinovi Parin e Kotlyar, 1990
      - Etmopterus pycnolepis Kotlyar, 1990
      - Etmopterus bigelowi Shirai e Tachikawa, 1993
      - Etmopterus robinsi Schofield e Burgess, 1997
      - Etmopterus caudistigmus Last, Burgess e Séret, 2002
      - Etmopterus dianthus Last, Burgess e Séret, 2002
      - Etmopterus dislineatus Last, Burgess e Séret, 2002
      - Etmopterus evansi Last, Burgess e Séret, 2002
      - Etmopterus fusus Last, Burgess e Séret, 2002
      - Etmopterus pseudosqualiolus Last, Burgess e Séret, 2002
      - Etmopterus burgessi Silva e Ebert, 2006
      - Etmopterus joungi Knuckey, Ebert & Burgess, 2011
      - Etmopterus sculptus Ebert, Compagno & De Vries, 2011
      - Etmopterus viator Straube, 2011
      - Etmopterus benchleyi Vásquez, Ebert & Long, 2015
      - Etmopterus alphus Ebert, Straube, Leslie & Weigmann, 2016
      - Etmopterus lailae Ebert, Papastamatiou, Kajiura & Wetherbee, 2017
      - Etmopterus samadiae White, Ebert, Mana & Corrigan, 2017

    - Genere Centroscyllium
      - Centroscyllium fabricii (Reinhardt, 1825)
      - Centroscyllium granulatum Günther, 1887
      - Centroscyllium ornatum (Alcock, 1889)
      - Centroscyllium nigrum  (de Buen, 1959)
      - Centroscyllium ritteri Jordan e Fowler, 1903
      - Centroscyllium kamoharai Abe, 1966
      - Centroscyllium excelsum Shirai e Nakaya, 1990

    - Genere Aculeola
      - Aculeola nigra de Buen, 1959

    - Genere Miroscyllium
      - Miroscyllium sheikoi (Dolganov, 1986)

    - Genere Trigonognathus
      - Trigonognathus kabeyai Mochizuki e Ohe, 1990

  - Famiglia Oxynotidae
    - Genere Oxynotus
      - Oxynotus centrina (Linnaeus, 1758)
      - Oxynotus bruniensis (Ogilby, 1893)
      - Oxynotus paradoxus (Frade, 1929)
      - Oxynotus caribbaeus (Cervigón, 1961)
      - Oxynotus japonicus (Yano & Murofushi, 1985)

  - Famiglia Somniosidae 
    - Genere Somniosus
      - Somniosus microcephalus (Bloch & Schneider, 1801)
      - Somniosus rostratus Risso, 1788
      - Somniosus longus (Tanaka, 1912)
      - Somniosus antarcticus Whitley, 1939
      - Somniosus pacificus (Bigelow e Schroeder, 1944)

    - Genere Centroscymnus
      - Centroscymnus coelolepis  (Barbosa du Bocage & Brito Capello, 1864)
      - Centroscymnus crepidater  (Barbosa du Bocage & de Brito Capello, 1864)
      - Centroscymnus macracanthus Regan, 1906
      - Centroscymnus owstonii Garman, 1906
      - Centroscymnus plunketi (Waite, 1910)

    - Genere Scymnodon
      - Scymnodon ringens (Barbosa du Bocage & Brito Capello, 1864)

    - Genere Zameus
      - Zameus squamulosus (Günther, 1877)
      - Zameus ichiharai (Yano & Tanaka, 1984)

    - Genere Scymnodalatias
      - Scymnodalatias sherwoodi (Archey, 1921)
      - Scymnodalatias albicauda Taniuchi & Garrick, 1986
      - Scymnodalatias garricki Kukuev & Konovalenko, 1988
      - Scymnodalatias oligodon Kukuev & Konovalenko, 1988

  - Famiglia Squalidae
    - Genere Squalus
      - Squalus acanthias Linnaeus, 1758
      - Squalus blainville (Risso, 1827)
      - Squalus suckleyi (Girard, 1855)
      - Squalus megalops (Macleay, 1881)
      - Squalus mitsukurii Jordan & Snyder, 1903
      - Squalus japonicus Ishikawa, 1908
      - Squalus brevirostris Tanaka, 1917
      - Squalus griffini Phillipps, 1931
      - Squalus montalbani Whitley, 1931
      - Squalus cubensis Howell Rivero, 1936
      - Squalus melanurus Fourmanoir & Rivaton, 1979
      - Squalus rancureli Fourmanoir & Rivaton, 1979
      - Squalus lalannei Baranes, 2003
      - Squalus albifrons Last, White & Stevens, 2007
      - Squalus altipinnis Last, White & Stevens, 2007
      - Squalus bucephalus Last, Séret & Pogonoski, 2007
      - Squalus chloroculus Last, White & Motomura, 2007
      - Squalus crassispinus Last, Edmunds & Yearsley, 2007
      - Squalus edmundsi White, Last & Stevens, 2007
      - Squalus grahami White, Last & Stevens, 2007
      - Squalus hemipinnis White, Last & Yearsley, 2007
      - Squalus nasutus Last, Marshall & White, 2007
      - Squalus notocaudatus Last, White & Stevens, 2007
      - Squalus raoulensis Duffy & Last, 2007
      - Squalus formosus White & Iglésias, 2011
      - Squalus albicaudus Viana, Carvalho & Gomes, 2016
      - Squalus bahiensis Viana, Carvalho & Gomes, 2016
      - Squalus lobularis Viana, Carvalho & Gomes, 2016
      - Squalus quasimodo Viana, Carvalho & Gomes, 2016
      - Squalus bassi Viana, de Carvalho & Ebert, 2017
      - Squalus mahia Viana, Lisher & Carvalho, 2017
      - Squalus margaretsmithae Viana, Lisher & Carvalho, 2017

    - Genere Cirrhigaleus
      - Cirrhigaleus barbifer Tanaka, 1912
      - Cirrhigaleus asper (Merrett, 1973)
      - Cirrhigaleus australis White, Last & Stevens, 2007
- ORDINE Pristiophoriformes ▲
  - Famiglia Pristiophoridae
    - Genere Pristiophorus
      - Pristiophorus cirratus (Latham, 1794)
      - Pristiophorus japonicus Günther, 1870
      - Pristiophorus nudipinnis Günther, 1870
      - Pristiophorus schroederi Springer & Bullis, 1960
      - Pristiophorus delicatus Yearsley, Last & White, 2008
      - Pristiophorus nancyae Ebert & Cailliet, 2011
      - Pristiophorus lanae Ebert & Wilms, 2013

    - Genere Pliotrema
      - Pliotrema warreni Regan, 1906
- ORDINE Squatiniformes ▲
  - Famiglia Squatinidae
    - Genere Squatina
      - Squatina squatina (Linnaeus, 1758)
      - Squatina dumeril Lesueur, 1818
      - Squatina aculeata Cuvier, 1829
      - Squatina oculata Bonaparte, 1840
      - Squatina japonica Bleeker, 1858
      - Squatina californica Ayres, 1859
      - Squatina armata (Philippi, 1887)
      - Squatina australis Regan, 1906
      - Squatina nebulosa Regan, 1906
      - Squatina africana Regan, 1908
      - Squatina tergocellata McCulloch, 1914
      - Squatina argentina (Marini, 1930)
      - Squatina guggenheim Marini, 1936
      - Squatina punctata Marini, 1936
      - Squatina tergocellatoides Chen, 1963
      - Squatina formosa Shen & Ting, 1972
      - Squatina occulta Vooren & da Silva, 1992
      - Squatina heteroptera Castro-Aguirre, Espinosa Pérez & Huidobro Campos, 2007
      - Squatina mexicana Castro-Aguirre, Espinosa Pérez & Huidobro Campos, 2007
      - Squatina albipunctata Last & White, 2008
      - Squatina legnota Last & White, 2008
      - Squatina pseudocellata Last & White, 2008
      - Squatina caillieti, Walsh, Ebert & Compagno, 2011
      - Squatina david Acero, Tavera, Anguila & Hernández, 2016
- ORDINE Heterodontiformes ▲
  - Famiglia Heterodontidae
    - Genere Heterodontus
      - Heterodontus portusjacksoni (Meyer, 1793)
      - Heterodontus zebra (Gray, 1831)
      - Heterodontus quoyi (Fréminville, 1840)
      - Heterodontus francisci (Girard, 1855)
      - Heterodontus galeatus (Günther, 1870)
      - Heterodontus japonicus Miklouho-Maclay & Macleay, 1884
      - Heterodontus ramalheira (Smith, 1949)
      - Heterodontus mexicanus (Taylor & Castro-Aguirre, 1972)
      - Heterodontus omanensis Baldwin, 2005
- ORDINE Orectolobiformes ▲
  - Famiglia Brachaeluridae
    - Genere Brachaelurus
      - Brachaelurus waddi (Bloch & Schneider, 1801)
      - Brachaelurus colcloughi Ogilby, 1908

  - Famiglia Ginglymostomatidae
    - Genere Ginglymostoma
      - Ginglymostoma cirratum (Bonnaterre, 1788)
      - Ginglymostoma unami Del Moral-Flores, Ramíz-Antonio, Angulo & Pérez-Ponce de León, 2015

    - Genere Nebrius
      - Nebrius ferrugineus (Lesson, 1831)

    - Genere Pseudoginglymostoma
      - Pseudoginglymostoma brevicaudatum (Günther, 1867)

  - Famiglia Hemiscylliidae
    - Genere Hemiscyllium
      - Hemiscyllium ocellatum (Bonnaterre, 1788)
      - Hemiscyllium freycineti (Quoy & Gaimard, 1824)
      - Hemiscyllium trispeculare Richardson, 1843
      - Hemiscyllium hallstromi Whitley, 1967
      - Hemiscyllium strahani Whitley, 1967
      - Hemiscyllium galei Allen & Erdmann, 2008
      - Hemiscyllium henryi Allen & Erdmann, 2008
      - Hemiscyllium michaeli Allen & Dudgeon, 2010
      - Hemiscyllium halmahera Allen & Erdmann, 2013

    - Genere Chiloscyllium
      - Chiloscyllium plagiosum (Anonymous [Bennett], 1830)
      - Chiloscyllium indicum (Gmelin, 1789)
      - Chiloscyllium griseum Müller & Henle, 1838
      - Chiloscyllium punctatum Müller & Henle, 1838
      - Chiloscyllium hasseltii Bleeker, 1852
      - Chiloscyllium caeruleopunctatum Pellegrin, 1914
      - Chiloscyllium arabicum Gubanov, 1980
      - Chiloscyllium burmensis Dingerkus e DeFino, 1983

  - Famiglia Orectolobidae
    - Genere Orectolobus
      - Orectolobus maculatus (Bonnaterre, 1788)
      - Orectolobus ornatus (De Vis, 1883)
      - Orectolobus japonicus Regan, 1906
      - Orectolobus wardi Whitley, 1939
      - Orectolobus halei Whitley, 1940
      - Orectolobus hutchinsi Last, Chidlow & Compagno, 2006
      - Orectolobus floridus Last & Chidlow, 2008
      - Orectolobus parvimaculatus Last & Chidlow, 2008
      - Orectolobus reticulatus Last, Pogonoski & White, 2008
      - Orectolobus leptolineatus Last, Pogonoski & White, 2010

    - Genere Eucrossorhinus
      - Eucrossorhinus dasypogon (Bleeker, 1867)

    - Genere Sutorectus
      - Sutorectus tentaculatus (Peters, 1864)

  - Famiglia Parascylliidae
    - Genere Parascyllium
      - Parascyllium variolatum (Duméril, 1853)
      - Parascyllium collare Ramsay & Ogilby, 1888
      - Parascyllium ferrugineum McCulloch, 1911
      - Parascyllium sparsimaculatum Goto & Last, 2002
      - Parascyllium elongatum Last & Stevens, 2008

    - Genere Cirrhoscyllium
      - Cirrhoscyllium expolitum Smith & Radcliffe, 1913
      - Cirrhoscyllium japonicum Kamohara, 1943
      - Cirrhoscyllium formosanum Teng, 1959

  - Famiglia Rhincodontidae
    - Genere Rhincodon
      - Rhincodon typus Smith, 1828

  - Famiglia Stegostomatidae
    - Genere Stegostoma
      - Stegostoma fasciatum (Hermann, 1783)
- ORDINE Carcharhiniformes ▲
  - Famiglia Carcharhinidae
    - Genere Carcharhinus
      - Carcharhinus melanopterus (Quoy e Gaimard, 1824)
      - Carcharhinus obscurus (Lesueur, 1818)
      - Carcharhinus plumbeus (Nardo, 1827)
      - Carcharhinus albimarginatus (Rüppell, 1837)
      - Carcharhinus amboinensis (Müller & Henle, 1839)
      - Carcharhinus brevipinna (Müller & Henle, 1839)
      - Carcharhinus dussumieri (Müller & Henle, 1839)
      - Carcharhinus falciformis (Müller & Henle, 1839)
      - Carcharhinus hemiodon (Müller & Henle, 1839)
      - Carcharhinus isodon (Müller & Henle, 1839)
      - Carcharhinus leucas (Müller & Henle, 1839)
      - Carcharhinus limbatus (Müller & Henle, 1839)
      - Carcharhinus macloti (Müller & Henle, 1839)
      - Carcharhinus porosus (Ranzani, 1839)
      - Carcharhinus sorrah (Müller & Henle, 1839)
      - Carcharhinus tjutjot (Bleeker, 1852)
      - Carcharhinus amblyrhynchos (Bleeker, 1856)
      - Carcharhinus borneensis (Bleeker, 1858)
      - Carcharhinus acronotus (Poey, 1860)
      - Carcharhinus longimanus (Poey, 1861)
      - Carcharhinus signatus (Poey, 1868)
      - Carcharhinus brachyurus (Günther, 1870)
      - Carcharhinus perezii (Poey, 1876)
      - Carcharhinus cerdale Gilbert, 1898
      - Carcharhinus galapagensis (Snodgrass & Heller, 1905)
      - Carcharhinus sealei (Pietschmann, 1913)
      - Carcharhinus amblyrhynchoides (Whitley, 1934)
      - Carcharhinus coatesi (Whitley, 1939)
      - Carcharhinus fitzroyensis (Whitley, 1943)
      - Carcharhinus cautus (Whitley, 1945)
      - Carcharhinus altimus (Springer, 1950)
      - Carcharhinus tilstoni (Whitley, 1950)
      - Carcharhinus macrops Liu, 1983
      - Carcharhinus leiodon Garrick, 1985
      - Carcharhinus humani White & Weigmann, 2014

    - Genere Galeocerdo
      - Galeocerdo cuvier (Péron & Lesueur, 1822)

    - Genere Scoliodon
      - Scoliodon laticaudus Müller & Henle, 1838
      - Scoliodon macrorhynchos (Bleeker, 1852)

    - Genere Triaenodon
      - Triaenodon obesus (Rüppell, 1837)

    - Genere Loxodon
      - Loxodon macrorhinus Müller & Henle, 1839

    - Genere Glyphis
      - Glyphis glyphis (Müller & Henle, 1839)
      - Glyphis gangeticus (Müller & Henle, 1839)
      - Glyphis siamensis (Steindachner, 1896)
      - Glyphis garricki Compagno, White & Last, 2008
      - Glyphis fowlerae Compagno, White & Cavanagh, 2010

    - Genere Prionace
      - Prionace glauca

    - Genere Isogomphodon
      - Isogomphodon oxyrhynchus (Müller & Henle, 1839)

    - Genere Lamiopsis
      - Lamiopsis temminckii (Müller & Henle, 1839)
      - Lamiopsis tephrodes (Fowler, 1905)

    - Genere Rhizoprionodon
      - Rhizoprionodon acutus (Rüppell, 1837)
      - Rhizoprionodon terraenovae (Richardson, 1836)
      - Rhizoprionodon lalandii (Müller & Henle, 1839)
      - Rhizoprionodon porosus (Poey, 1861)
      - Rhizoprionodon longurio (Jordan & Gilbert, 1882)
      - Rhizoprionodon taylori (Ogilby, 1915)
      - Rhizoprionodon oligolinx Springer, 1964

    - Genere Negaprion
      - Negaprion acutidens (Rüppell, 1837)
      - Negaprion brevirostris (Poey, 1868)

    - Genere Nasolamia
      - Nasolamia velox (Gilbert, 1898)

  - Famiglia Hemigaleidae
    - Genere Hemigaleus
      - Hemigaleus microstoma Bleeker, 1852
      - Hemigaleus australiensis White, Last & Compagno, 2005

    - Genere Hemipristis
      - Hemipristis elongata (Klunzinger, 1871)

    - Genere Chaenogaleus
      - Chaenogaleus macrostoma (Bleeker, 1852)

    - Genere Paragaleus
      - Paragaleus pectoralis (Garman, 1906)
      - Paragaleus tengi (Chen, 1963)
      - Paragaleus leucolomatus Compagno & Smale, 1985
      - Paragaleus randalli Compagno, Krupp & Carpenter, 1996

  - Famiglia Leptochariidae
    - Genere Leptocharias
      - Leptocharias smithii (Müller & Henle, 1839)

  - Famiglia Proscylliidae
    - Genere Proscyllium
      - Proscyllium habereri Hilgendorf, 1904
      - Proscyllium venustum (Tanaka, 1912)
      - Proscyllium magnificum Last & Vongpanich, 2004

    - Genere Eridacnis
      - Eridacnis radcliffei Smith, 1913
      - Eridacnis barbouri (Bigelow & Schroeder, 1944)
      - Eridacnis sinuans (Smith, 1957)

    - Genere Ctenacis
      - Ctenacis fehlmanni (Springer, 1968)

  - Famiglia Pseudotriakidae
    - Genere Pseudotriakis
      - Pseudotriakis microdon de Brito Capello, 1868

    - Genere Gollum
      - Gollum attenuatus (Garrick, 1954)
      - Gollum suluensis Last & Gaudiano, 2011

    - Genere Planonasus
      - Planonasus parini Weigmann, Stehmann & Thiel, 2013

  - Famiglia Scyliorhinidae
    - Genere Scyliorhinus
      - Scyliorhinus canicula  (Linnaeus, 1758)
      - Scyliorhinus stellaris (Linnaeus, 1758)
      - Scyliorhinus capensis (Müller & Henle, 1838)
      - Scyliorhinus retifer (Garman, 1881)
      - Scyliorhinus boa Goode & Bean, 1896
      - Scyliorhinus haeckelii (Miranda Ribeiro, 1907)
      - Scyliorhinus torazame (Tanaka, 1908)
      - Scyliorhinus garmani (Fowler, 1934)
      - Scyliorhinus torrei Howell Rivero, 1936
      - Scyliorhinus hesperius Springer, 1966
      - Scyliorhinus meadi Springer, 1966
      - Scyliorhinus besnardi Springer & Sadowsky, 1970
      - Scyliorhinus cervigoni Maurin & Bonnet, 1970
      - Scyliorhinus comoroensis Compagno, 1988
      - Scyliorhinus tokubee Shirai, Hagiwara & Nakaya, 1992
      - Scyliorhinus ugoi Soares, Gadig & Gomes, 2015
      - Scyliorhinus cabofriensis Soares, Gomes & Carvalho, 2016

    - Genere Galeus
      - Galeus melastomus Rafinesque, 1810
      - Galeus atlanticus (Vaillant, 1888)
      - Galeus eastmani (Jordan & Snyder, 1904)
      - Galeus murinus (Collett, 1904)
      - Galeus sauteri (Jordan & Richardson, 1909)
      - Galeus arae (Nichols, 1927)
      - Galeus polli Cadenat, 1959
      - Galeus cadenati Springer, 1966
      - Galeus piperatus Springer & Wagner, 1966
      - Galeus nipponensis Nakaya, 1975
      - Galeus antillensis Springer, 1979
      - Galeus schultzi Springer, 1979
      - Galeus longirostris Tachikawa & Taniuchi, 1987
      - Galeus gracilis Compagno & Stevens, 1993
      - Galeus springeri Konstantinou & Cozzi, 1998
      - Galeus mincaronei Soto, 2001
      - Galeus priapus Séret & Last, 2008

    - Genere Poroderma
      - Poroderma africanum (Gmelin, 1789)
      - Poroderma pantherinum (Müller & Henle, 1838)

    - Genere Cephaloscyllium
      - Cephaloscyllium laticeps (Duméril, 1853)
      - Cephaloscyllium isabellum (Bonnaterre, 1788)
      - Cephaloscyllium ventriosum (Garman, 1880)
      - Cephaloscyllium umbratile Jordan & Fowler, 1903
      - Cephaloscyllium sufflans (Regan, 1921)
      - Cephaloscyllium fasciatum Chan, 1966
      - Cephaloscyllium silasi (Talwar, 1974)
      - Cephaloscyllium sarawakensis Yano, Ahmad & Gambang, 2005
      - Cephaloscyllium albipinnum Last, Motomura & White, 2008
      - Cephaloscyllium cooki Last, Séret & White, 2008
      - Cephaloscyllium hiscosellum White & Ebert, 2008
      - Cephaloscyllium pictum Last, Séret & White, 2008
      - Cephaloscyllium signourum Last, Séret & White, 2008
      - Cephaloscyllium speccum Last, Séret & White, 2008
      - Cephaloscyllium variegatum Last & White, 2008
      - Cephaloscyllium zebrum Last & White, 2008
      - Cephaloscyllium stevensi Clark & Randall, 2011

    - Genere Halaelurus
      - Halaelurus buergeri (Müller & Henle, 1838)
      - Halaelurus quagga (Alcock, 1899)
      - Halaelurus natalensis (Regan, 1904)
      - Halaelurus boesemani Springer & D'Aubrey, 1972
      - Halaelurus lineatus Bass, D'Aubrey & Kistnasamy, 1975
      - Halaelurus maculosus White, Last & Stevens, 2007
      - Halaelurus sellus White, Last & Stevens, 2007

    - Genere Parmaturus
      - Parmaturus pilosus Garman, 1906
      - Parmaturus xaniurus (Gilbert, 1892)
      - Parmaturus melanobranchus (Chan, 1966)
      - Parmaturus campechiensis Springer, 1979
      - Parmaturus macmillani Hardy, 1985
      - Parmaturus albimarginatus Séret & Last, 2007
      - Parmaturus albipenis Séret & Last, 2007
      - Parmaturus bigus Séret & Last, 2007
      - Parmaturus lanatus Séret & Last, 2007
      - Parmaturus profundicolus Smith & Radcliffe, 1912

    - Genere Apristurus
      - Apristurus indicus (Brauer, 1906)
      - Apristurus brunneus (Gilbert, 1892)
      - Apristurus profundorum (Goode & Bean, 1896)
      - Apristurus spongiceps (Gilbert, 1905)
      - Apristurus macrorhynchus (Tanaka, 1909)
      - Apristurus platyrhynchus (Tanaka, 1909)
      - Apristurus sibogae (Weber, 1913)
      - Apristurus laurussonii (Saemundsson, 1922)
      - Apristurus microps (Gilchrist, 1922)
      - Apristurus saldanha (Barnard, 1925)
      - Apristurus herklotsi (Fowler, 1934)
      - Apristurus riveri Bigelow & Schroeder, 1944
      - Apristurus nasutus de Buen, 1959
      - Apristurus investigatoris (Misra, 1962)
      - Apristurus kampae Taylor, 1972
      - Apristurus japonicus Nakaya, 1975
      - Apristurus longicephalus Nakaya, 1975
      - Apristurus canutus Springer & Heemstra, 1979
      - Apristurus manis (Springer, 1979)
      - Apristurus parvipinnis Springer & Heemstra, 1979
      - Apristurus stenseni (Springer, 1979)
      - Apristurus sinensis Chu & Hu, 1981
      - Apristurus fedorovi Dolganov, 1983
      - Apristurus pinguis Deng, Xiong & Zhan, 1983
      - Apristurus gibbosus Meng, Chu & Li, 1985
      - Apristurus macrostomus Chu, Meng & Li, 1985
      - Apristurus micropterygeusMeng, Chu & Li, 1986
      - Apristurus internatus Deng, Xiong & Zhan, 1988
      - Apristurus aphyodes Nakaya & Stehmann, 1998
      - Apristurus albisoma Nakaya & Séret, 1999
      - Apristurus exsanguis Sato, Nakaya & Stewart, 1999
      - Apristurus melanoasper Iglésias, Nakaya & Stehmann, 2004
      - Apristurus ampliceps Sasahara, Sato & Nakaya, 2008
      - Apristurus australis Sato, Nakaya & Yorozu, 2008
      - Apristurus bucephalus White, Last & Pogonoski, 2008
      - Apristurus garricki Sato, Stewart & Nakaya, 2013
      - Apristurus nakayai Iglésias, 2013
      - Apristurus breviventralis Kawauchi, weigmann & Nakaya, 2014

    - Genere Atelomycterus
      - Atelomycterus marmoratus (Anonymous [Bennett], 1830)
      - Atelomycterus macleayi Whitley, 1939
      - Atelomycterus fasciatus Compagno & Stevens, 1993
      - Atelomycterus baliensis White, Last & Dharmadi, 2005
      - Atelomycterus marnkalha Jacobsen & Bennett, 2007
      - Atelomycterus erdmanni Fahmi & White, 2015

    - Genere Haploblepharus
      - Haploblepharus edwardsii (Schinz, 1822)
      - Haploblepharus pictus (Müller & Henle, 1838)
      - Haploblepharus fuscus Smith, 1950
      - Haploblepharus kistnasamyi Human & Compagno, 2006

    - Genere Figaro
      - Figaro boardmani (Whitley, 1928)
      - Figaro striatus Gledhill, Last & White, 2008

    - Genere Aulohalaelurus
      - Aulohalaelurus labiosus (Waite, 1905)
      - Aulohalaelurus kanakorum Séret, 1990

    - Genere Holohalaelurus
      - Holohalaelurus regani (Gilchrist, 1922)
      - Holohalaelurus punctatus (Gilchrist, 1914)
      - Holohalaelurus melanostigma (Norman, 1939)
      - Holohalaelurus favus Human, 2006
      - Holohalaelurus grennian Human, 2006

    - Genere Asymbolus
      - Asymbolus analis (Ogilby, 1885)
      - Asymbolus vincenti (Zietz, 1908)
      - Asymbolus funebris Compagno, Stevens & Last, 1999
      - Asymbolus occiduus Last, Gomon & Gledhill, 1999
      - Asymbolus pallidus Last, Gomon & Gledhill, 1999
      - Asymbolus parvus Compagno, Stevens & Last, 1999
      - Asymbolus rubiginosus Last, Gomon & Gledhill, 1999
      - Asymbolus submaculatus Compagno, Stevens & Last, 1999
      - Asymbolus galacticus Séret & Last, 2008

    - Genere Cephalurus
      - Cephalurus cephalus (Gilbert, 1892)

    - Genere Schroederichthys
      - Schroederichthys maculatus Springer, 1966
      - Schroederichthys bivius (Müller & Henle, 1838)
      - Schroederichthys chilensis (Guichenot, 1848)
      - Schroederichthys tenuis Springer, 1966
      - Schroederichthys saurisqualus Soto, 2001

    - Genere Bythaelurus
      - Bythaelurus canescens (Günther, 1878)
      - Bythaelurus hispidus (Alcock, 1891)
      - Bythaelurus alcockii (Garman, 1913)
      - Bythaelurus dawsoni (Springer, 1971)
      - Bythaelurus lutarius (Springer & D'Aubrey, 1972)
      - Bythaelurus immaculatus (Chu & Meng, 1982)
      - Bythaelurus clevai (Séret, 1987)
      - Bythaelurus incanus Last & Stevens, 2008
      - Bythaelurus giddingsi McCosker, Long & Baldwin, 2012
      - Bythaelurus bachi Weigmann, Ebert, Clerkin, Stehmann & Naylor, 2016
      - Bythaelurus tenuicephalus Kaschner, Weigmann & Thiel, 2016
      - Bythaelurus vivaldii Weigmann & Kaschner, 2017

  - Famiglia Sphyrnidae
    - Genere Sphyrna
      - Sphyrna zygaena (Linnaeus, 1758)
      - Sphyrna tiburo (Linnaeus, 1758)
      - Sphyrna tudes (Valenciennes, 1822)
      - Sphyrna lewini (Griffith & Smith, 1834)
      - Sphyrna mokarran (Rüppell, 1837)
      - Sphyrna corona Springer, 1940
      - Sphyrna media Springer, 1940
      - Sphyrna couardi Cadenat, 1951
      - Sphyrna gilberti Quattro, Driggers III, Grady, Ulrich & Roberts, 2013

    - Genere Eusphyra
      - Eusphyra blochii (Cuvier, 1816)

  - Famiglia Triakidae
    - Genere Triakis
      - Triakis scyllium Müller & Henle, 1839
      - Triakis megalopterus (Smith, 1839)
      - Triakis semifasciata Girard, 1855
      - Triakis maculata Kner & Steindachner, 1867
      - Triakis acutipinna Kato, 1968

    - Genere Mustelus
      - Mustelus mustelus (Linnaeus, 1758)
      - Mustelus canis (Mitchill, 1815)
      - Mustelus asterias Cloquet, 1821
      - Mustelus punctulatus Risso, 1827
      - Mustelus manazo Bleeker, 1854
      - Mustelus henlei (Gill, 1863)
      - Mustelus californicus Gill, 1864
      - Mustelus dorsalis Gill, 1864
      - Mustelus antarcticus Günther, 1870
      - Mustelus mento Cope, 1877
      - Mustelus lunulatus Jordan & Gilbert, 1882
      - Mustelus mosis Hemprich & Ehrenberg, 1899
      - Mustelus griseus Pietschmann, 1908
      - Mustelus fasciatus (Garman, 1913)
      - Mustelus lenticulatus Phillipps, 1932
      - Mustelus norrisi Springer, 1939
      - Mustelus schmitti Springer, 1939
      - Mustelus palumbes Smith, 1957
      - Mustelus higmani Springer & Lowe, 1963
      - Mustelus whitneyi Chirichigno F., 1973
      - Mustelus minicanis Heemstra, 1997
      - Mustelus sinusmexicanus Heemstra, 1997
      - Mustelus albipinnis Castro-Aguirre, Atuna-Mendiola, González-Acosta & de la Cruz-Agüero, 2005
      - Mustelus ravidus White & Last, 2006
      - Mustelus widodoi White & Last, 2006
      - Mustelus stevensi White & Last, 2008
      - Mustelus walkeri White & Last, 2008
      - Mustelus mangalorensis Cubelio, Remya & Kurup, 2011

    - Genere Scylliogaleus
      - Scylliogaleus quecketti Boulenger, 1902

    - Genere Galeorhinus
      - Galeorhinus galeus (Linnaeus, 1758)

    - Genere Hemitriakis
      - Hemitriakis leucoperiptera Herre, 1923
      - Hemitriakis japanica (Müller & Henle, 1839)
      - Hemitriakis abdita Compagno & Stevens, 1993
      - Hemitriakis falcata Compagno & Stevens, 1993
      - Hemitriakis complicofasciata Takahashi & Nakaya, 2004
      - Hemitriakis indroyonoi White, Compagno & Dharmadi, 2009

    - Genere Furgaleus
      - Furgaleus macki (Whitley, 1943)

    - Genere Hypogaleus
      - Hypogaleus hyugaensis (Miyosi, 1939)

    - Genere Iago
      - Iago omanensis (Norman, 1939)
      - Iago garricki Fourmanoir & Rivaton, 1979

    - Genere Gogolia
      - Gogolia filewoodi Compagno, 1973
- ORDINE Lamniformes ▲
  - Famiglia Alopiidae
    - Genere Alopias
      - Alopias vulpinus (Bonnaterre, 1788)
      - Alopias superciliosus Lowe, 1841
      - Alopias pelagicus Nakamura, 1935

  - Famiglia Cetorhinidae
    - Genere Cetorhinus
      - Cetorhinus maximus (Gunnerus, 1765)

  - Famiglia Lamnidae
    - Genere Lamna
      - Lamna nasus (Bonnaterre, 1788)
      - Lamna ditropis Hubbs & Follett, 1947

    - Genere Isurus
      - Isurus oxyrinchus Rafinesque, 1810
      - Isurus paucus Guitart, 1966

    - Genere Carcharodon
      - Carcharodon carcharias (Linnaeus, 1758)

  - Famiglia Megachasmidae
    - Genere Megachasma
      - Megachasma pelagios Taylor, Compagno & Struhsaker, 1983

  - Famiglia Mitsukurinidae
    - Genere Mitsukurina
      - Mitsukurina owstoni Jordan, 1898

  - Famiglia Odontaspididae
    - Genere Odontaspis
      - Odontaspis ferox (Risso, 1810)
      - Odontaspis noronhai (Maul, 1955)

    - Genere Carcharias
      - Carcharias taurus Rafinesque, 1810
      - Carcharias tricuspidatus Day, 1878

  - Famiglia Pseudocarchariidae
    - Genere Pseudocarcharias
      - Pseudocarcharias kamoharai (Matsubara, 1936)

## Lista tassonomica Batoidea
- ORDINE PRISTIFORMES ▲
  - Famiglia Pristidae
    - Genere Anoxypristis
      - Anxypristis cuspidata (Latham, 1794)

    - Genere Pristis
      - Pristis clavata Garman, 1906
      - Pristis microdon Latham, 1794
      - Pristis pectinata Latham, 1794
      - Pristis perotteti Müller & Henle, 1841
      - Pristis pristis (Linnaeus, 1758)
      - Pristis zijsron Bleeker, 1851
- ORDINE Rajiformes ▲
  - Famiglia Anacanthobatidae
    - Genere Anacanthobatis
      - Anacanthobatis americanus Bigelow & Schroeder, 1962
      - Anacanthobatis donghaiensis (Deng, Xiong & Zhan, 1983)
      - Anacanthobatis folirostris (Bigelow & Schroeder, 1951)
      - Anacanthobatis longirostris Bigelow & Schroeder, 1962
      - Anacanthobatis marmoratus von Bonde & Swart, 1923
      - Anacanthobatis nanhaiensis (Meng & Li, 1981)
      - Anacanthobatis ori (Wallace, 1967)
      - Anacanthobatis stenosoma (Li & Hu, 1982)

    - Genere Sinobatis
      - Sinobatis borneensis (Chan, 1965)
      - Sinobatis bulbicauda Last & Séret, 2008
      - Sinobatis caerulea Last & Séret, 2008
      - Sinobatis filicauda Last & Séret, 2008
      - Sinobatis melanosoma (Chan, 1965)

  - Famiglia Dasyatidae
    - Genere Dasyatis Rafinesque, 1810
      - Dasyatis acutirostra Nishida & Nakaya, 1988
      - Dasyatis akajei (Müller & Henle, 1841)
      - Dasyatis americana Hildebrand & Schroeder, 1928 - pastinaca americana
      - Dasyatis bennettii (Müller & Henle, 1841)
      - Dasyatis brevicaudata (Hutton, 1875) - pastinaca liscia
      - Dasyatis brevis (Garman, 1880)
      - Dasyatis centroura (Mitchill, 1815) - trigone spinoso
      - Dasyatis chrysonota (Smith, 1828)
      - Dasyatis colarensis Santos, Gomes & Charvet-Almeida, 2004
      - Dasyatis dipterura (Jordan & Gilbert, 1880)
      - Dasyatis fluviorum Ogilby, 1908
      - Dasyatis geijskesi Boeseman, 1948
      - Dasyatis gigantea (Lindberg, 1930)
      - Dasyatis guttata (Bloch & Schneider, 1801)
      - Dasyatis hastata (DeKay, 1842)
      - Dasyatis hypostigma Santos & Carvalho, 2004
      - Dasyatis izuensis Nishida & Nakaya, 1988
      - Dasyatis laevigata Chu, 1960
      - Dasyatis lata (Garman, 1880)
      - Dasyatis longa (Garman, 1880)
      - Dasyatis longicauda Last & White, 2013
      - Dasyatis margarita (Günther, 1870)
      - Dasyatis margaritella Compagno & Roberts, 1984
      - Dasyatis marianae Gomes, Rosa & Gadig, 2000
      - Dasyatis marmorata (Steindachner, 1892)
      - Dasyatis matsubarai Miyosi, 1939
      - Dasyatis microps (Annandale, 1908)
      - Dasyatis multispinosa (Tokarev, 1959)
      - Dasyatis navarrae (Steindachner, 1892)
      - Dasyatis parvonigra Last & White, 2008
      - Dasyatis pastinaca (Linnaeus, 1758) - pastinaca comune
      - Dasyatis rudis (Günther, 1870)
      - Dasyatis sabina (Lesueur, 1824)
      - Dasyatis say (Lesueur, 1817)
      - Dasyatis sinensis (Steindachner, 1892)
      - Dasyatis thetidis Ogilby, 1899
      - Dasyatis tortonesei Capapé, 1975
      - Dasyatis ushiei (Jordan & Hubbs, 1925)
      - Dasyatis zugei (Müller & Henle, 1841)

    - Genere Himantura Müller & Henle, 1837
      - Himantura alcockii (Annandale, 1909) - pastinaca macchiepallide
      - Himantura astra Last, Manjaji-Matsumoto & Pogonoski, 2008 -
      - Himantura bleekeri (Blyth, 1860) -
      - Himantura chaophraya Monkolprasit e Roberts, 1990 - pastinaca d'acqua dolce gigante
      - Himantura dalyensis Last & Manjaji-Matsumoto, 2008 -
      - Himantura draco Compagno & Heemstra, 1984 -
      - Himantura fai Jordan e Seale, 1906 - pastinaca rosa
      - Himantura fava (Annandale, 1909) -
      - Himantura fluviatilis (Hamilton, 1822) - pastinaca del Gange
      - Himantura gerrardi (Gray, 1851) - pastinaca macchiebianche
      - Himantura granulata (Macleay, 1883) - pastinaca codabianca
      - Himantura hortlei Last, Manjaji-Matsumoto e Kailola, 2006 - pastinaca di Hortle
      - Himantura imbricata (Bloch e Schneider, 1801) - pastinaca squamosa
      - Himantura javaensis Last & White, 2013 -
      - Himantura jenkinsii (Annandale, 1909) - pastinaca di Jenkins
      - Himantura krempfi (Chabanaud, 1923) -
      - Himantura leoparda Manjaji-Matsumoto & Last, 2008 -
      - Himantura lobistoma Manjaji-Matsumoto e Last, 2006 - pastinaca bocca a tubo
      - Himantura marginata (Blyth, 1860) - pastinaca marginineri
      - Himantura microphthalma (Chen, 1948) -
      - Himantura oxyrhyncha (Sauvage, 1878) - pastinaca marmorizzata nasolungo
      - Himantura pacifica (Beebe & Tee-Van, 1941) -
      - Himantura pareh (Bleeker, 1852) -
      - Himantura pastinacoides (Bleeker, 1852) - pastinaca rotonda
      - Himantura randalli Last, Manjaji-Matsumoto & Moore, 2012 -
      - Himantura schmardae (Werner, 1904) - pastinaca chupare
      - Himantura signifer Compagno e Roberts, 1982 - pastinaca d'acqua dolce marginibianchi
      - Himantura toshi Whitley, 1939 - pastinaca di Tosh
      - Himantura tutul Borsa, Durand, Shen, Alyza, Solihin & Berrebi, 2013 -
      - Himantura uarnacoides (Bleeker, 1852) - pastinaca di Bleeker
      - Himantura uarnak (Gmelin, 1789) - pastinaca reticolata
      - Himantura undulata (Bleeker, 1852) - pastinaca variegata di Bleeker
      - Himantura walga (Muller ed Henle, 1841) - pastinaca nana

    - Genere Neotrygon Castelnau, 1873
      - Neotrygon annotata (Last, 1987)
      - Neotrygon kuhlii (Müller & Henle, 1841) - pastinaca mascherata
      - Neotrygon leylandi (Last, 1987)
      - Neotrygon ningalooensis Last, White & Puckridge, 2010
      - Neotrygon picta Last & White, 2008

    - Genere Pastinachus Rüppell, 1829
      - Pastinachus atrus (MacLeay, 1883)
      - Pastinachus gracilicaudus Last & Manjaji-Matsumoto, 2010
      - Pastinachus sephen (Forsskål, 1775) - pastinaca coda di vacca
      - Pastinachus solocirostris Last, Manjaji & Yearsley, 2005
      - Pastinachus stellurostris Last, Fahmi & Naylor, 2010

    - Genere Pteroplatytrygon Fowler, 1910
      - Pteroplatytrygon violacea (Bonaparte, 1832) - trigone viola

    - Genere Taeniura Müller & Henle, 1837
      - Taeniura grabata (Geoffroy Saint-Hilaire, 1817)
      - Taeniura lymma (Forsskål, 1775) - pastinaca a macchie blu
      - Taeniura meyeni Müller & Henle, 1841 - pastinaca a macchie nere

    - Genere Urogymnus Müller & Henle, 1837
      - Urogymnus asperrimus (Bloch & Schneider, 1801) - pastinaca porcospino
      - Urogymnus ukpam (Smith, 1863)

  - Famiglia Gymnuridae
    - Genere Aetoplatea
      - Aetoplatea tentaculata Müller & Henle, 1841
      - Aetoplatea zonura Bleeker, 1852

    - Genere Gymnura
      - Gymnura afuerae (Hildebrand, 1946)
      - Gymnura altavela (Linnaeus, 1758)
      - Gymnura australis (Ramsay & Ogilby, 1886)
      - Gymnura bimaculata (Norman, 1925)
      - Gymnura crebripunctata (Peters, 1869)
      - Gymnura crooki Fowler, 1934
      - Gymnura hirundo (Lowe, 1843)
      - Gymnura japonica (Temminck & Schlegel, 1850)
      - Gymnura marmorata (Cooper, 1864)
      - Gymnura micrura (Bloch & Schneider, 1801)
      - Gymnura natalensis (Gilchrist & Thompson, 1911)
      - Gymnura poecilura (Shaw, 1804)

  - Famiglia Hexatrygonidae
    - Genere Hexatrygon
      - Hexatrygon bickelli Heemstra & Smith, 1980

  - Famiglia Myliobatidae
    - Genere Aetobatus
      - Aetobatus flagellum (Bloch & Schneider, 1801)
      - Aetobatus guttatus (Shaw, 1804)
      - Aetobatus narinari (Euphrasen, 1790)
      - Aetobatus ocellatus (Kuhl, 1823)

    - Genere Aetomylaeus
      - Aetomylaeus maculatus (Gray, 1834)
      - Aetomylaeus milvus (Müller & Henle, 1841)
      - Aetomylaeus nichofii (Bloch & Schneider, 1801)
      - Aetomylaeus vespertilio (Bleeker, 1852)

    - Genere Manta
      - Manta alfredi (Krefft, 1868)[2]
      - Manta birostris (Walbaum, 1792)

    - Genere Mobula
      - Mobula eregoodootenkee (Bleeker, 1859)
      - Mobula hypostoma (Bancroft, 1831)
      - Mobula japanica (Müller & Henle, 1841)
      - Mobula kuhlii (Müller & Henle, 1841)
      - Mobula mobular (Bonnaterre, 1788)
      - Mobula munkiana Notarbartolo-di-Sciara, 1987
      - Mobula rochebrunei (Vaillant, 1879)
      - Mobula tarapacana (Philippi, 1892)
      - Mobula thurstoni (Lloyd, 1908)

    - Genere Myliobatis
      - Myliobatis aquila (Linnaeus, 1758)
      - Myliobatis australis Macleay, 1881
      - Myliobatis californica Gill, 1865
      - Myliobatis chilensis Philippi, 1892
      - Myliobatis freminvillii Lesueur, 1824
      - Myliobatis goodei Garman, 1885
      - Myliobatis hamlyni Ogilby, 1911
      - Myliobatis longirostris Applegate & Fitch, 1964
      - Myliobatis peruvianus Garman, 1913
      - Myliobatis tenuicaudatus Hector, 1877
      - Myliobatis tobijei Bleeker, 1854

    - Genere Pteromylaeus
      - Pteromylaeus asperrimus (Gilbert, 1898)
      - Pteromylaeus bovinus (Geoffroy Saint-Hilaire, 1817)

    - Genere Rhinoptera
      - Rhinoptera adspersa Müller & Henle, 1841
      - Rhinoptera bonasus (Mitchill, 1815)
      - Rhinoptera brasiliensis Müller, 1836
      - Rhinoptera javanica Müller & Henle, 1841
      - Rhinoptera jayakari Boulenger, 1895
      - Rhinoptera marginata (Geoffroy Saint-Hilaire, 1817)
      - Rhinoptera neglecta Ogilby, 1912
      - Rhinoptera steindachneri Evermann & Jenkins, 1891

  - Famiglia Plesiobatidae
    - Genere Plesiobatis
      - Plesiobatis daviesi (Wallace, 1967)

  - Famiglia Potamotrygonidae
    - Genere Paratrygon
      - Paratrygon aiereba (Müller & Henle, 1841)

    - Genere Plesiotrygon
      - Plesiotrygon iwamae Rosa, Castello & Thorson, 1987

    - Genere Potamotrygon
      - Potamotrygon boesemani de Carvalho & Wanderley, 2008
      - Potamotrygon brachyura (Günther, 1880)
      - Potamotrygon castexi Castello & Yagolkowski, 1969
      - Potamotrygon constellata (Vaillant, 1880)
      - Potamotrygon falkneri Castex & Maciel, 1963
      - Potamotrygon henlei (Castelnau, 1855)
      - Potamotrygon hystrix (Müller & Henle, 1834)
      - Potamotrygon leopoldi Castex & Castello, 1970
      - Potamotrygon magdalenae (Duméril, 1865)
      - Potamotrygon marinae Deynat, 2006
      - Potamotrygon motoro (Müller & Henle, 1841)
      - Potamotrygon ocellata (Engelhardt, 1912)
      - Potamotrygon orbignyi (Günther, 1880)
      - Potamotrygon schroederi Fernández-Yépez, 1957
      - Potamotrygon schuhmacheri Castex, 1964
      - Potamotrygon scobina Garman, 1913
      - Potamotrygon signata Garman, 1913
      - Potamotrygon yepezi Castex & Castello, 1970

  - Famiglia Rajidae
    - Genere Amblyraja
      - Amblyraja badia (Garman, 1899)
      - Amblyraja doellojuradoi (Pozzi, 1935)
      - Amblyraja frerichsi (Krefft, 1968)
      - Amblyraja georgiana (Norman, 1938)
      - Amblyraja hyperborea (Collett, 1879)
      - Amblyraja jenseni (Bigelow & Schroeder, 1950)
      - Amblyraja radiata (Donovan, 1808)
      - Amblyraja reversa (Lloyd, 1906)
      - Amblyraja robertsi (Hulley, 1970)
      - Amblyraja taaf (Meissner, 1987)

    - Genere Arhynchobatis
      - Arhynchobatis asperrimus Waite, 1909

    - Genere Atlantoraja
      - Atlantoraja castelnaui (Miranda Ribeiro, 1907)
      - Atlantoraja cyclophora (Regan, 1903)
      - Atlantoraja platana (Günther, 1880)

    - Genere Bathyraja
      - Bathyraja abyssicola (Gilbert, 1896)
      - Bathyraja aguja (Kendall & Radcliffe, 1912)
      - Bathyraja albomaculata (Norman, 1937)
      - Bathyraja aleutica (Gilbert, 1896)
      - Bathyraja andriashevi Dolganov, 1983
      - Bathyraja bergi Dolganov, 1983
      - Bathyraja brachyurops (Fowler, 1910)
      - Bathyraja caeluronigricans Ishiyama & Ishihara, 1977
      - Bathyraja cousseauae Díaz de Astarloa & Mabragaña, 2004
      - Bathyraja diplotaenia (Ishiyama, 1952)
      - Bathyraja eatonii (Günther, 1876)
      - Bathyraja fedorovi Dolganov, 1983
      - Bathyraja griseocauda (Norman, 1937)
      - Bathyraja hesperafricana Stehmann, 1995
      - Bathyraja hubbsi Ishihara & Ishiyama, 1985
      - Bathyraja interrupta (Gill & Townsend, 1897)
      - Bathyraja irrasa Hureau & Ozouf-Costaz, 1980
      - Bathyraja ishiharai Stehmann, 2005
      - Bathyraja isotrachys (Günther, 1877)
      - Bathyraja lindbergi Ishiyama & Ishihara, 1977
      - Bathyraja longicauda (de Buen, 1959)
      - Bathyraja maccaini Springer, 1971
      - Bathyraja macloviana (Norman, 1937)
      - Bathyraja maculata Ishiyama & Ishihara, 1977
      - Bathyraja magellanica (Philippi, 1902)
      - Bathyraja mariposa Stevenson, Orr, Hoff & McEachran, 2004
      - Bathyraja matsubarai (Ishiyama, 1952)
      - Bathyraja meridionalis Stehmann, 1987
      - Bathyraja minispinosa Ishiyama & Ishihara, 1977
      - Bathyraja multispinis (Norman, 1937)
      - Bathyraja murrayi (Günther, 1880)
      - Bathyraja notoroensis Ishiyama & Ishihara, 1977
      - Bathyraja pallida (Forster, 1967)
      - Bathyraja papilionifera Stehmann, 1985
      - Bathyraja parmifera (Bean, 1881)
      - Bathyraja peruana McEachran & Miyake, 1984
      - Bathyraja pseudoisotrachys Ishihara & Ishiyama, 1985
      - Bathyraja richardsoni (Garrick, 1961)
      - Bathyraja scaphiops (Norman, 1937)
      - Bathyraja schroederi (Krefft, 1968)
      - Bathyraja shuntovi Dolganov, 1985
      - Bathyraja simoterus (Ishiyama, 1967)
      - Bathyraja smirnovi (Soldatov & Pavlenko, 1915)
      - Bathyraja smithii (Müller & Henle, 1841)
      - Bathyraja spinicauda (Jensen, 1914)
      - Bathyraja spinosissima (Beebe & Tee-Van, 1941)
      - Bathyraja trachouros (Ishiyama, 1958)
      - Bathyraja trachura (Gilbert, 1892)
      - Bathyraja tunae Stehmann, 2005
      - Bathyraja tzinovskii Dolganov, 1983
      - Bathyraja violacea (Suvorov, 1935)

    - Genere Breviraja
      - Breviraja claramaculata McEachran & Matheson, 1985
      - Breviraja colesi Bigelow & Schroeder, 1948
      - Breviraja marklei McEachran & Miyake, 1987
      - Breviraja mouldi McEachran & Matheson, 1995
      - Breviraja nigriventralis McEachran & Matheson, 1985
      - Breviraja spinosa Bigelow & Schroeder, 1950

    - Genere Brochiraja
      - Brochiraja aenigma Last & McEachran, 2006
      - Brochiraja albilabiata Last & McEachran, 2006
      - Brochiraja asperula (Garrick & Paul, 1974)
      - Brochiraja leviveneta Last & McEachran, 2006
      - Brochiraja microspinifera Last & McEachran, 2006
      - Brochiraja spinifera (Garrick & Paul, 1974)

    - Genere Cruriraja
      - Cruriraja andamanica (Lloyd, 1909)
      - Cruriraja atlantis Bigelow & Schroeder, 1948
      - Cruriraja cadenati Bigelow & Schroeder, 1962
      - Cruriraja durbanensis (von Bonde & Swart, 1923)
      - Cruriraja parcomaculata (von Bonde & Swart, 1923)
      - Cruriraja poeyi Bigelow & Schroeder, 1948
      - Cruriraja rugosa Bigelow & Schroeder, 1958
      - Cruriraja triangularis Smith, 1964

    - Genere Dactylobatus
      - Dactylobatus armatus Bean & Weed, 1909
      - Dactylobatus clarkii (Bigelow & Schroeder, 1958)

    - Genere Dentiraja
      - Dentiraja flindersi Last & Gledhill, 2008

    - Genere Dipturus
      - Dipturus acrobelus Last, White & Pogonoski, 2008
      - Dipturus apricus Last, White & Pogonoski, 2008
      - Dipturus argentinensis Díaz de Astarloa, Mabragaña, Hanner & Figueroa, 2008
      - Dipturus australis (Macleay, 1884)
      - Dipturus batis (Linnaeus, 1758) 
      - Dipturus bullisi (Bigelow & Schroeder, 1962)
      - Dipturus campbelli (Wallace, 1967)
      - Dipturus canutus Last, 2008
      - Dipturus cerva (Whitley, 1939)
      - Dipturus confusus Last, 2008
      - Dipturus crosnieri (Séret, 1989)
      - Dipturus diehli Soto & Mincarone, 2001
      - Dipturus doutrei (Cadenat, 1960)
      - Dipturus ecuadoriensis (Beebe & Tee-Van, 1941)
      - Dipturus endeavouri Last, 2008
      - Dipturus falloargus Last, 2008
      - Dipturus flavirostris (Philippi, 1892)
      - Dipturus garricki (Bigelow & Schroeder, 1958)
      - Dipturus gigas (Ishiyama, 1958)
      - Dipturus grahami Last, 2008
      - Dipturus gudgeri (Whitley, 1940)
      - Dipturus healdi Last, White & Pogonoski, 2008
      - Dipturus innominatus (Garrick & Paul, 1974)
      - Dipturus johannisdavisi (Alcock, 1899)
      - Dipturus kwangtungensis (Chu, 1960)
      - Dipturus laevis (Mitchill, 1818)
      - Dipturus lanceorostratus (Wallace, 1967)
      - Dipturus lemprieri (Richardson, 1845)
      - Dipturus leptocauda (Krefft & Stehmann, 1975)
      - Dipturus linteus (Fries, 1838)
      - Dipturus macrocauda (Ishiyama, 1955)
      - Dipturus melanospilus Last, White & Pogonoski, 2008
      - Dipturus mennii Gomes & Paragó, 2001
      - Dipturus nidarosiensis (Storm, 1881)
      - Dipturus oculus Last, 2008
      - Dipturus olseni (Bigelow & Schroeder, 1951)
      - Dipturus oregoni (Bigelow & Schroeder, 1958)
      - Dipturus oxyrinchus (Linnaeus, 1758) 
      - Dipturus polyommata (Ogilby, 1910)
      - Dipturus pullopunctata (Smith, 1964)
      - Dipturus queenslandicus Last, White & Pogonoski, 2008
      - Dipturus springeri (Wallace, 1967)
      - Dipturus stenorhynchus (Wallace, 1967)
      - Dipturus teevani (Bigelow & Schroeder, 1951)
      - Dipturus tengu (Jordan & Fowler, 1903)
      - Dipturus trachyderma (Krefft & Stehmann, 1975)
      - Dipturus wengi Séret & Last, 2008
      - Dipturus whitleyi (Iredale, 1938)
      - Dipturus wuhanlingi Jeong & Nakabo, 2008

    - Genere Fenestraja
      - Fenestraja atripinna (Bigelow & Schroeder, 1950)
      - Fenestraja cubensis (Bigelow & Schroeder, 1950)
      - Fenestraja ishiyamai (Bigelow & Schroeder, 1962)
      - Fenestraja maceachrani (Séret, 1989)
      - Fenestraja mamillidens (Alcock, 1889)
      - Fenestraja plutonia (Garman, 1881)
      - Fenestraja sibogae (Weber, 1913)
      - Fenestraja sinusmexicanus (Bigelow & Schroeder, 1950)

    - Genere Gurgesiella
      - Gurgesiella atlantica (Bigelow & Schroeder, 1962)
      - Gurgesiella dorsalifera McEachran & Compagno, 1980 
      - Gurgesiella furvescens de Buen, 1959

    - Genere Hongeo Jeong & Nakabo, 2009
      - Hongeo koreana (Jeong & Nakabo, 1997)

    - Genere Insentiraja
      - Insentiraja subtilispinosa (Stehmann, 1989)

    - Genere Irolita
      - Irolita waitii (McCulloch, 1911)
      - Irolita westraliensis Last & Gledhill, 2008

    - Genere Leucoraja
      - Leucoraja caribbaea (McEachran, 1977)
      - Leucoraja circularis (Couch, 1838)
      - Leucoraja compagnoi (Stehmann, 1995)
      - Leucoraja erinacea (Mitchill, 1825)
      - Leucoraja fullonica (Linnaeus, 1758) 
      - Leucoraja garmani (Whitley, 1939)
      - Leucoraja lentiginosa (Bigelow & Schroeder, 1951)
      - Leucoraja leucosticta (Stehmann, 1971)
      - Leucoraja melitensis (Clark, 1926)
      - Leucoraja naevus (Müller & Henle, 1841)
      - Leucoraja ocellata (Mitchill, 1815)
      - Leucoraja pristispina Last, Stehmann & Séret, 2008
      - Leucoraja virginica (McEachran, 1977)
      - Leucoraja wallacei (Hulley, 1970)
      - Leucoraja yucatanensis (Bigelow & Schroeder, 1950)

    - Genere Malacoraja
      - Malacoraja kreffti (Stehmann, 1977)
      - Malacoraja obscura de Carvalho, Gomes & Gadig, 2005
      - Malacoraja senta (Garman, 1885)
      - Malacoraja spinacidermis (Barnard, 1923)

    - Genere Neoraja
      - Neoraja africana (Stehmann & Séret, 1983)
      - Neoraja caerulea (Stehmann, 1976)
      - Neoraja carolinensis McEachran & Stehmann, 1984
      - Neoraja iberica Stehmann, Séret, Costa & Baro, 2008
      - Neoraja stehmanni (Hulley, 1972)

    - Genere Notoraja
      - Notoraja azurea McEachran & Last, 2008
      - Notoraja hirticauda Last & McEachran, 2006
      - Notoraja laxipella (Yearsley & Last, 1992)
      - Notoraja lira McEachran & Last, 2008
      - Notoraja ochroderma McEachran & Last, 1994
      - Notoraja sapphira Seret and Last 2009 
      - Notoraja sticta McEachran & Last, 2008
      - Notoraja tobitukai (Hiyama, 1940)

    - Genere Okamejei
      - Okamejei acutispina (Ishiyama, 1958)
      - Okamejei arafurensis Last & Gledhill, 2008
      - Okamejei boesemani (Ishihara, 1987)
      - Okamejei heemstrai (McEachran & Fechhelm, 1982)
      - Okamejei hollandi (Jordan & Richardson, 1909)
      - Okamejei kenojei (Müller & Henle, 1841)
      - Okamejei leptoura Last & Gledhill, 2008
      - Okamejei meerdervoortii (Bleeker, 1860)
      - Okamejei mengae Jeong, Nakabo & Wu, 2007
      - Okamejei pita (Fricke & Al-Hassan, 1995)
      - Okamejei powelli (Alcock, 1898)
      - Okamejei schmidti (Ishiyama, 1958)

    - Genere Pavoraja
      - Pavoraja alleni McEachran & Fechhelm, 1982
      - Pavoraja arenaria Last, Mallick & Yearsley, 2008
      - Pavoraja mosaica Last, Mallick & Yearsley, 2008
      - Pavoraja nitida (Günther, 1880)
      - Pavoraja pseudonitida Last, Mallick & Yearsley, 2008
      - Pavoraja umbrosa Last, Mallick & Yearsley, 2008

    - Genere Psammobatis
      - Psammobatis bergi Marini, 1932
      - Psammobatis extenta (Garman, 1913)
      - Psammobatis lentiginosa McEachran, 1983
      - Psammobatis normani McEachran, 1983
      - Psammobatis parvacauda McEachran, 1983
      - Psammobatis rudis Günther, 1870
      - Psammobatis rutrum Jordan, 1891
      - Psammobatis scobina (Philippi, 1857)

    - Genere Pseudoraja
      - Pseudoraja fischeri Bigelow & Schroeder, 1954

    - Genere Raja
      - Raja ackleyi Garman, 1881
      - Raja africana Capapé, 1977
      - Raja asterias Delaroche, 1809
      - Raja bahamensis Bigelow & Schroeder, 1965
      - Raja binoculata Girard, 1855
      - Raja brachyura Lafont, 1873
      - Raja cervigoni Bigelow & Schroeder, 1964
      - Raja chinensis Basilewsky, 1855
      - Raja clavata Linnaeus, 1758
      - Raja cortezensis McEachran & Miyake, 1988
      - Raja eglanteria Bosc, 1800
      - Raja equatorialis Jordan & Bollman, 1890
      - Raja herwigi Krefft, 1965
      - Raja inornata Jordan & Gilbert, 1881
      - Raja maderensis Lowe, 1838
      - Raja microocellata Montagu, 1818
      - Raja miraletus Linnaeus, 1758
      - Raja montagui Fowler, 1910
      - Raja polystigma Regan, 1923
      - Raja pulchra Liu, 1932
      - Raja radula Delaroche, 1809
      - Raja rhina Jordan & Gilbert, 1880
      - Raja rondeleti Bougis, 1959
      - Raja rouxi Capapé, 1977
      - Raja stellulata Jordan & Gilbert, 1880
      - Raja straeleni Poll, 1951
      - Raja texana Chandler, 1921
      - Raja undulata Lacepède, 1802
      - Raja velezi Chirichigno F., 1973

    - Genere Rajella
      - Rajella annandalei (Weber, 1913)
      - Rajella barnardi (Norman, 1935)
      - Rajella bathyphila (Holt & Byrne, 1908)
      - Rajella bigelowi (Stehmann, 1978)
      - Rajella caudaspinosa (von Bonde & Swart, 1923)
      - Rajella challengeri Last & Stehmann, 2008
      - Rajella dissimilis (Hulley, 1970)
      - Rajella eisenhardti Long & McCosker, 1999
      - Rajella fuliginea (Bigelow & Schroeder, 1954)
      - Rajella fyllae (Lütken, 1887)
      - Rajella kukujevi (Dolganov, 1985)
      - Rajella leopardus (von Bonde & Swart, 1923)
      - Rajella nigerrima (de Buen, 1960)
      - Rajella purpuriventralis (Bigelow & Schroeder, 1962)
      - Rajella ravidula (Hulley, 1970)
      - Rajella sadowskii (Krefft & Stehmann, 1974)

    - Genere Rhinoraja
      - Rhinoraja kujiensis (Tanaka, 1916)
      - Rhinoraja longi Raschi & McEachran, 1991
      - Rhinoraja longicauda Ishiyama, 1952
      - Rhinoraja obtusa (Gill & Townsend, 1897)
      - Rhinoraja odai Ishiyama, 1958
      - Rhinoraja taranetzi Dolganov, 1983

    - Genere Rioraja
      - Rioraja agassizii (Müller & Henle, 1841)

    - Genere Rostroraja
      - Rostroraja alba (Lacepède, 1803)

    - Genere Sympterygia
      - Sympterygia acuta Garman, 1877
      - Sympterygia bonapartii Müller & Henle, 1841
      - Sympterygia brevicaudatus (Cope, 1877)
      - Sympterygia lima (Poeppig, 1835)

    - Genere Zearaja
      - Zearaja chilensis (Guichenot, 1848)
      - Zearaja maugeana Last & Gledhill, 2007
      - Zearaja nasuta (Müller & Henle, 1841)

  - Famiglia Rhinidae
    - Genere Rhina
      - Rhina ancylostoma Bloch & Schneider, 1801

  - Famiglia Rhinobatidae
    - Genere Platyrhina
      - Platyrhina limboonkengi Tang, 1933
      - Platyrhina sinensis (Bloch & Schneider, 1801) 

    - Genere Platyrhinoidis
      - Platyrhinoidis triseriata (Jordan & Gilbert, 1880)

    - Genere Zanobatus
      - Zanobatus schoenleinii (Müller & Henle, 1841)

    - Genere Aptychotrema
      - Aptychotrema bougainvillii (Müller & Henle, 1841)
      - Aptychotrema rostrata (Shaw, 1794)
      - Aptychotrema timorensis Last, 2004
      - Aptychotrema vincentiana (Haacke, 1885)

    - Genere Glaucostegus
      - Glaucostegus granulatus (Cuvier, 1829)
      - Glaucostegus halavi (Forsskål, 1775)
      - Glaucostegus typus (Anonymous [Bennett], 1830)

    - Genere Tarsistes
      - Tarsistes philippii Jordan, 1919

    - Genere Trygonorrhina
      - Trygonorrhina fasciata Müller & Henle, 1841
      - Trygonorrhina melaleuca Scott, 1954

    - Genere Zapterix
      - Zapteryx brevirostris (Müller & Henle, 1841)
      - Zapteryx exasperata (Jordan & Gilbert, 1880)
      - Zapteryx xyster Jordan & Evermann, 1896

    - Genere Rhinobatos
      - Rhinobatos albomaculatus Norman, 1930
      - Rhinobatos annandalei Norman, 1926
      - Rhinobatos annulatus Müller & Henle, 1841
      - Rhinobatos blochii Müller & Henle, 1841
      - Rhinobatos cemiculus Geoffroy Saint-Hilaire, 1817
      - Rhinobatos formosensis Norman, 1926
      - Rhinobatos glaucostigma Jordan & Gilbert, 1883
      - Rhinobatos holcorhynchus Norman, 1922
      - Rhinobatos horkelii Müller & Henle, 1841
      - Rhinobatos hynnicephalus Richardson, 1846
      - Rhinobatos irvinei Norman, 1931
      - Rhinobatos jimbaranensis Last, White & Fahmi, 2006
      - Rhinobatos lentiginosus Garman, 1880
      - Rhinobatos leucorhynchus Günther, 1867
      - Rhinobatos leucospilus Norman, 1926
      - Rhinobatos lionotus Norman, 1926
      - Rhinobatos microphthalmus Teng, 1959
      - Rhinobatos nudidorsalis Last, Compagno & Nakaya, 2004
      - Rhinobatos obtusus Müller & Henle, 1841
      - Rhinobatos ocellatus Norman, 1926
      - Rhinobatos penggali Last, White & Fahmi, 2006
      - Rhinobatos percellens (Walbaum, 1792)
      - Rhinobatos petiti Chabanaud, 1929
      - Rhinobatos planiceps Garman, 1880
      - Rhinobatos prahli Acero P. & Franke, 1995
      - Rhinobatos productus Ayres, 1854
      - Rhinobatos punctifer Compagno & Randall, 1987 
      - Rhinobatos rhinobatos (Linnaeus, 1758)
      - Rhinobatos sainsburyi Last, 2004
      - Rhinobatos salalah Randall & Compagno, 1995 
      - Rhinobatos schlegelii Müller & Henle, 1841
      - Rhinobatos spinosus Günther, 1870
      - Rhinobatos thouin (Anonymous, 1798)
      - Rhinobatos thouiniana (Shaw, 1804)
      - Rhinobatos variegatus Nair & Lal Mohan, 1973
      - Rhinobatos zanzibarensis Norman, 1926

    - Genere Rhynchobatus
      - Rhynchobatus australiae Whitley, 1939
      - Rhynchobatus djiddensis (Forsskål, 1775)
      - Rhynchobatus laevis (Bloch & Schneider, 1801) 
      - Rhynchobatus luebberti Ehrenbaum, 1915
      - Rhynchobatus palpebratus Compagno & Last, 2008 

  - Famiglia Urolophidae
    - Genere Trygonoptera
      - Trygonoptera galba Last & Yearsley, 2008
      - Trygonoptera imitata Yearsley, Last & Gomon, 2008
      - Trygonoptera mucosa (Whitley, 1939)
      - Trygonoptera ovalis Last & Gomon, 1987
      - Trygonoptera personata Last & Gomon, 1987
      - Trygonoptera testacea Müller & Henle, 1841

    - Genere Urobatis
      - Urobatis concentricus Osburn & Nichols, 1916
      - Urobatis halleri (Cooper, 1863)
      - Urobatis jamaicensis (Cuvier, 1816)
      - Urobatis maculatus Garman, 1913
      - Urobatis marmoratus (Philippi, 1892)
      - Urobatis tumbesensis (Chirichigno F. & McEachran, 1979)

    - Genere Urolophus
      - Urolophus armatus Müller & Henle, 1841
      - Urolophus aurantiacus Müller & Henle, 1841
      - Urolophus bucculentus Macleay, 1884
      - Urolophus circularis McKay, 1966
      - Urolophus cruciatus (Lacepède, 1804)
      - Urolophus deforgesi Séret & Last, 2003
      - Urolophus expansus McCulloch, 1916
      - Urolophus flavomosaicus Last & Gomon, 1987
      - Urolophus gigas Scott, 1954
      - Urolophus javanicus (Martens, 1864)
      - Urolophus kaianus Günther, 1880
      - Urolophus kapalensis Yearsley & Last, 2006
      - Urolophus lobatus McKay, 1966
      - Urolophus mitosis Last & Gomon, 1987
      - Urolophus neocaledoniensis Séret & Last, 2003
      - Urolophus orarius Last & Gomon, 1987
      - Urolophus papilio Séret & Last, 2003
      - Urolophus paucimaculatus Dixon, 1969
      - Urolophus piperatus Séret & Last, 2003
      - Urolophus sufflavus Whitley, 1929
      - Urolophus viridis McCulloch, 1916
      - Urolophus westraliensis Last & Gomon, 1987

    - Genere Urotrygon
      - Urotrygon aspidura (Jordan & Gilbert, 1882)
      - Urotrygon caudispinosus Hildebrand, 1946
      - Urotrygon chilensis (Günther, 1872)
      - Urotrygon cimar López S. & Bussing, 1998
      - Urotrygon microphthalmum Delsman, 1941
      - Urotrygon munda Gill, 1863
      - Urotrygon nana Miyake & McEachran, 1988
      - Urotrygon peruanus Hildebrand, 1946
      - Urotrygon reticulata Miyake & McEachran, 1988
      - Urotrygon rogersi (Jordan & Starks, 1895)
      - Urotrygon serrula Hildebrand, 1946
      - Urotrygon simulatrix Miyake & McEachran, 1988
      - Urotrygon venezuelae Schultz, 1949
- ORDINE Torpediniformes ▲
  - Famiglia Narcinidae
    - Genere Narcine
      - Narcine atzi Carvalho & Randall, 2003
      - Narcine bancroftii (Griffith & Smith, 1834)
      - Narcine brasiliensis (Olfers, 1831)
      - Narcine brevilabiata Bessednov, 1966
      - Narcine brunnea Annandale, 1909
      - Narcine entemedor Jordan & Starks, 1895
      - Narcine insolita Carvalho, Séret & Compagno, 2002 
      - Narcine lasti Carvalho & Séret, 2002
      - Narcine leoparda Carvalho, 2001
      - Narcine lingula Richardson, 1846
      - Narcine maculata (Shaw, 1804)
      - Narcine nelsoni Carvalho, 2008
      - Narcine oculifera Carvalho, Compagno & Mee, 2002 
      - Narcine ornata Carvalho, 2008
      - Narcine prodorsalis Bessednov, 1966
      - Narcine rierai (Lloris & Rucabado, 1991)
      - Narcine tasmaniensis Richardson, 1841
      - Narcine timlei (Bloch & Schneider, 1801)
      - Narcine vermiculatus Breder, 1928
      - Narcine westraliensis McKay, 1966

    - Genere Benthobatis
      - Benthobatis kreffti Rincon, Stehmann & Vooren, 2001
      - Benthobatis marcida Bean & Weed, 1909
      - Benthobatis moresbyi Alcock, 1898
      - Benthobatis yangi Carvalho, Compagno & Ebert, 2003 

    - Genere Diplobatis
      - Diplobatis colombiensis Fechhelm & McEachran, 1984
      - Diplobatis guamachensis Martín Salazar, 1957
      - Diplobatis ommata (Jordan & Gilbert, 1890)
      - Diplobatis pictus Palmer, 1950

    - Genere Discopyge
      - Discopyge tschudii Heckel, 1846

    - Genere Crassinarke
      - Crassinarke dormitor Takagi, 1951

    - Genere Electrolux
      - Electrolux addisoni Compagno & Heemstra, 2007 

    - Genere Temera
      - Temera hardwickii Gray, 1831

    - Genere Typhlonarke
      - Typhlonarke aysoni (Hamilton, 1902)
      - Typhlonarke tarakea Phillipps, 1929

  - Famiglia Narkidae
    - Genere Heteronarce
      - Heteronarce bentuviai (Baranes & Randall, 1989)
      - Heteronarce garmani Regan, 1921
      - Heteronarce mollis (Lloyd, 1907)
      - Heteronarce prabhui Talwar, 1981

    - Genere Narke
      - Narke capensis (Gmelin, 1789)
      - Narke dipterygia (Bloch & Schneider, 1801)
      - Narke japonica (Temminck & Schlegel, 1850)

  - Famiglia Torpedinidae
    - Genere Hypnos
      - Hypnos monopterygius (Shaw, 1795)

    - Genere Torpedo
      - Torpedo (Tetronarce) nobiliana Bonaparte, 1835
      - Torpedo adenensis Carvalho, Stehmann & Manilo, 2002
      - Torpedo alexandrinsis Mazhar, 1987
      - Torpedo andersoni Bullis, 1962
      - Torpedo bauchotae Cadenat, Capapé & Desoutter, 1978
      - Torpedo californica Ayres, 1855
      - Torpedo fairchildi Hutton, 1872
      - Torpedo formosa Haas & Ebert, 2006
      - Torpedo fuscomaculata Peters, 1855
      - Torpedo mackayana Metzelaar, 1919
      - Torpedo macneilli (Whitley, 1932)
      - Torpedo marmorata Risso, 1810
      - Torpedo microdiscus Parin & Kotlyar, 1985
      - Torpedo panthera Olfers, 1831
      - Torpedo peruana Chirichigno F., 1963
      - Torpedo puelcha Lahille, 1926
      - Torpedo semipelagica Parin & Kotlyar, 1985
      - Torpedo sinuspersici Olfers, 1831
      - Torpedo suessii Steindachner, 1898
      - Torpedo tokionis (Tanaka, 1908)
      - Torpedo torpedo (Linnaeus, 1758)
      - Torpedo tremens de Buen, 1959

## Lista tassonomica Holocephali
- ORDINE Chimaeriformes
  - Famiglia Callorhinchidae
    - Genere Callorhinchus
      - Callorhinchus callorynchus (Linnaeus, 1758)
      - Callorhinchus capensis Duméril, 1865
      - Callorhinchus milii Bory de Saint-Vincent, 1823

  - Famiglia Chimaeridae
    - Genere Chimaera
      - Chimaera argiloba Last, White & Pogonoski, 2008
      - Chimaera cubana Howell Rivero, 1936
      - Chimaera fulva Didier, Last & White, 2008
      - Chimaera jordani Tanaka, 1905
      - Chimaera lignaria Didier, 2002
      - Chimaera macrospina Didier, Last & White, 2008
      - Chimaera monstrosa Linnaeus, 1758
      - Chimaera obscura Didier, Last & White, 2008
      - Chimaera owstoni Tanaka, 1905
      - Chimaera panthera Didier, 1998
      - Chimaera phantasma Jordan & Snyder, 1900

    - Genere Hydrolagus
      - Hydrolagus affinis (de Brito Capello, 1868)
      - Hydrolagus africanus (Gilchrist, 1922)
      - Hydrolagus alberti Bigelow & Schroeder, 1951
      - Hydrolagus alphus Quaranta, Didier, Long & Ebert, 2006
      - Hydrolagus barbouri (Garman, 1908)
      - Hydrolagus bemisi Didier, 2002
      - Hydrolagus colliei (Lay & Bennett, 1839)
      - Hydrolagus deani (Smith & Radcliffe, 1912)
      - Hydrolagus eidolon (Jordan & Hubbs, 1925)
      - Hydrolagus homonycteris Didier, 2008
      - Hydrolagus lemures (Whitley, 1939)
      - Hydrolagus lusitanicus Moura, Figueiredo, Bordalo-Machado, Almeida & Gordo, 2005
      - Hydrolagus macrophthalmus de Buen, 1959
      - Hydrolagus marmoratus Didier, 2008
      - Hydrolagus matallanasi Soto & Vooren, 2004
      - Hydrolagus melanophasma James, Ebert, Long & Didier, 2009
      - Hydrolagus mccoskeri Barnett, Didier, Long & Ebert, 2006
      - Hydrolagus mirabilis (Collett, 1904)
      - Hydrolagus mitsukurii (Jordan & Snyder, 1904)
      - Hydrolagus novaezealandiae (Fowler, 1911)
      - Hydrolagus ogilbyi (Waite, 1898)
      - Hydrolagus pallidus Hardy & Stehmann, 1990
      - Hydrolagus purpurescens (Gilbert, 1905)
      - Hydrolagus trolli Didier & Séret, 2002
      - Hydrolagus waitei Fowler, 1907

  - Famiglia Rhinochimaeridae
    - Genere Harriotta
      - Harriotta haeckeli Karrer, 1972
      - Harriotta raleighana Goode & Bean, 1895

    - Genere Neoharriotta Bigelow & Schroeder, 1950
      - Neoharriotta carri Bullis & Carpenter, 1966
      - Neoharriotta pinnata (Schnakenbeck, 1931)
      - Neoharriotta pumila Didier & Stehmann, 1996

    - Genere Rhinochimaera
      - Rhinochimaera africana Compagno, Stehmann & Ebert, 1990
      - Rhinochimaera atlantica Holt & Byrne, 1909
      - Rhinochimaera pacifica (Mitsukuri, 1895)